# Hubanau
Hubanau (biał. Губанаў; ros. Губанов) – osiedle na Białorusi, w obwodzie mohylewskim, w rejonie mohylewskim, w sielsowiecie Wiejna.